# Heterorachis melanophragma
Heterorachis melanophragma är en fjärilsart som beskrevs av Louis Beethoven Prout 1918. Heterorachis melanophragma ingår i släktet Heterorachis och familjen mätare. Inga underarter finns listade i Catalogue of Life.